# Salajärvi (Hartola)
Pour les articles homonymes, voir Salajärvi.
Le Salajärvi est un lac est situé à Hartola et Sysmä, dans la région du Päijät-Häme en Finlande,,,.

## Présentation
Le Salajärvi a une superficie de  606 hectares soit 6,1 km2.
Il a une longueur de 4,9 kilomètres et une largeur de 3,7 kilomètres. 
Le lac à un volume de 18,9 millions de mètres cubes soit 0,0189 km3. 
Sa profondeur moyenne est de 3,1 mètres et sa profondeur maximale de 21,6 mètres. 
Sa longueur de côte est de 42,8 kilomètres, ,,.
Le lac fait partie du réseau hydrographique du Kymijoki,.

## Îles lacustres
Le lac compte 47 îles dont la superficie cumulée est de 29,28 hectares. 
En voici quelques-unes :
- Ansassaari (sv)
- Killikallio (ceb)
- Talassaari (ceb)
- Sikosaari (sv)
- Pukkisaari (ceb)
- Tervasaaret (sv)
- Pääsaari (sv)
- Ämmäsaari (sv)
- Selkäsaaret (sv)